# Linden Vey
Linden Vey (ur. 17 lipca 1991 w Wakaw, Saskatchewan) – kanadyjski hokeista, reprezentant Kanady, olimpijczyk.

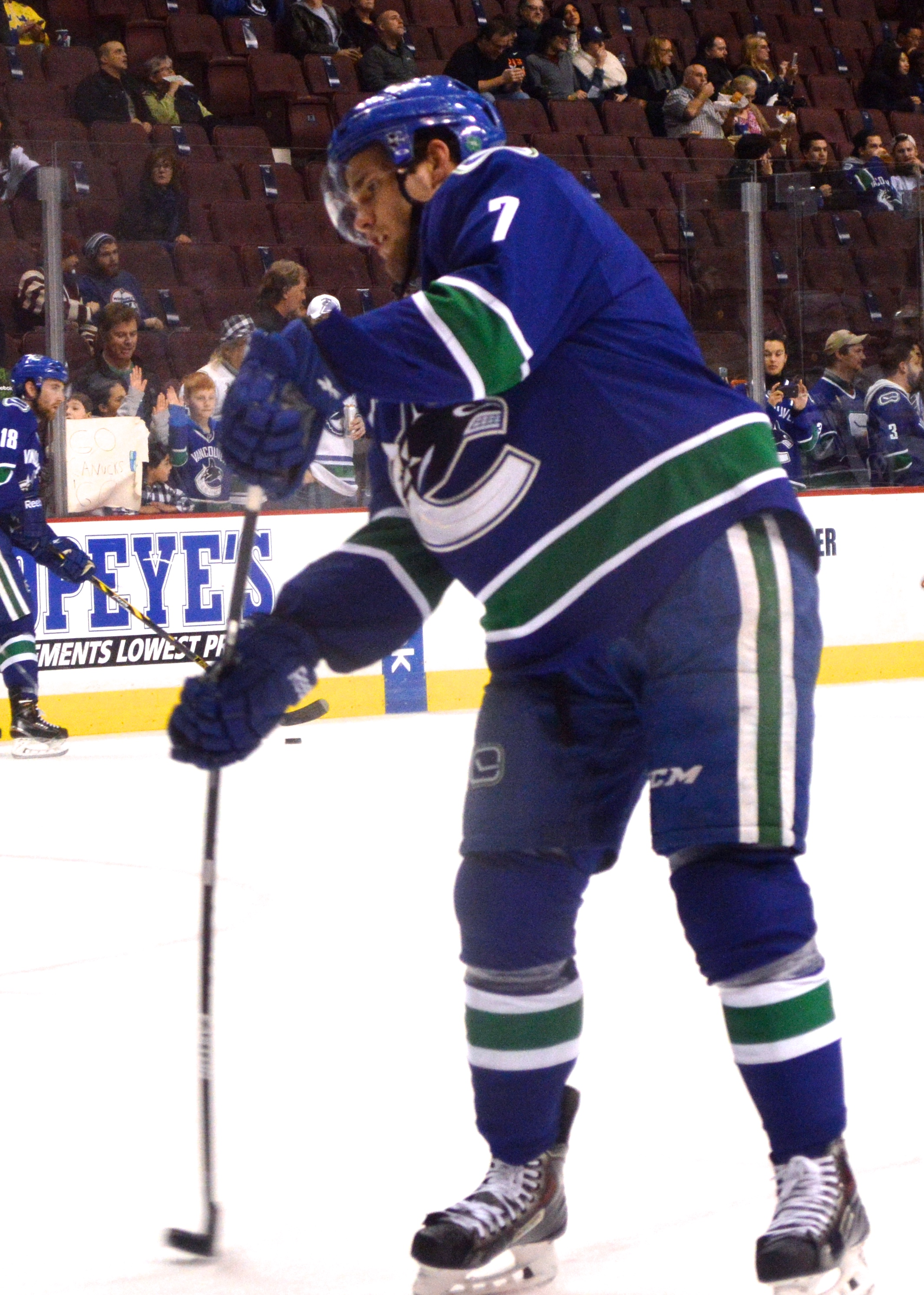
Linden Vey w barwach Vancouver Canucks (2015)

## Kariera
- Naicam Vikings Bantam AA (2004-2006)
- Beardy's Blackhawks (2006-2007)
- Medicine Hat Tigers (2007-2011)
- Manchester Monarchs (2011-2014)
- Los Angeles Kings (2013/2014)
- Vancouver Canucks (2014-2016)
- Utica Comets (2015/2016)
- Calgary Flames (2016/2017)
- Stockton Heat (2016-2017)
- Barys Astana (2017-2018)
- ZSC Lions (2018)
- CSKA Moskwa (2018-2020)
- SKA Sankt Petersburg (2020-2021)
- Barys Nur-Sułtan (2021-2023)
- Adler Mannheim (2023-2024)
- Awangard Omsk (2024-)

Przez pięć sezonów do 2011 występował w juniorskich rozgrywkach WHL w ramach CHL. W sezonie 2007/2008 reprezentował drużynę Zachodniej Kanady na turnieju mistrzostw świata do lat 17. Później w drafcie NHL z 2009 został wybrany przez Los Angeles Kings. Następnie w maju 2011 podpisał kontrakt wstępujący z Los Angeles Kings na występy w NHL. Od 2011 do 2013 zagrał trzy sezony w jego zespole farmerskim, Manchester Monarchs, w AHL. W rozgrywkach NHL w barwach Los Angeles Kings grał epizodycznie w sezonie NHL (2013/2014). Następnie, w połowie 2014 został przetransferowany do, z którym rok później przedłużył kontrakt o rok. W połowie 2016 został zawodnikiem Calgary Flames, jednak w jego barwach występował epozodycznie w NHL, a głównie grał w Stockton Heat w AHL. W połowie 2017 został zawodnikiem kazachskiego klubu Barys Astana, występującego w rosyjskich rozgrywkach KHL. W styczniu 2018 został przetransferowany do szwajcarskiego zespołu ZSC Lions. Zdobył z nim mistrzostwo Szwajcarii, a tuż po zakończeniu sezonu został zawodnikiem CSKA Moskwa, ponownie KHL. Od maja 2020 zawodnik SKA Sankt Petersburg. W listopadzie 2021 powrócił do Barysa. W połowie 2022 przedłużył tam kontrakt o rok. W maju 2023 przeszedł do niemieckiego Adler Mannheim. Rok później trafił do rosyjskiego Awangarda Omsk.
Uczestniczył w turnieju zimowych igrzysk olimpijskich 2018.

## Sukcesy
Reprezentacyjne
- Brązowy medal mistrzostw świata juniorów do lat 17: 2008
- Brązowy medal zimowych igrzysk olimpijskich: 2018

Klubowe
- Emile Francis Trophy: 2014 z Manchester Monarchs
- Złoty medal mistrzostw Szwajcarii: 2018 z ZSC Lions
- Puchar Kontynentu: 2019 z CSKA Moskwa
- Puchar Gagarina – mistrzostwo KHL: 2019 z CSKA Moskwa
- Złoty medal mistrzostw Rosji: 2019, 2020 z CSKA Moskwa
- Złoty medal mistrzostw Szwajcarii: 2018 z ZSC Lions

Indywidualne
- WHL/CHL (2010/2011):
  - Bob Clarke Trophy - pierwsze miejsce w klasyfikacji kanadyjskiej w sezonie zasadniczym CHL: 116 punktów
  - Pierwszy skład gwiazd WHL Wschód
- WHL/CHL (2011/2012):
  - Najlepszy pierwszoroczniak miesiąca - luty 2012
- KHL (2017/2018):
  - Skład gwiazd miesiąca: październik 2017[13]
  - Mecz Gwiazd KHL
  - Trzecie miejsce w klasyfikacji asystentów w sezonie zasadniczym: 35 asyst
  - Piąte miejsce w punktacji kanadyjskiej w sezonie zasadniczym: 52 punkty
  - Pierwsze miejsce w klasyfikacji średniego czasu gry w meczu wśród napastników w sezonie zasadniczym: 21,52 min.
- KHL (2018/2019):
  - Czwarte miejsce w klasyfikacji +/- w sezonie zasadniczym: +35
- KHL (2019/2020):
  - Trzecie miejsce w klasyfikacji asystentów w sezonie zasadniczym: 35 asyst